# Myriotrochus mitsukurii
Myriotrochus mitsukurii is een zeekomkommer uit de familie Myriotrochidae.
De wetenschappelijke naam van de soort werd in 1915 gepubliceerd door H. Ohshima.